# Inżynieria systemów oparta na modelach
Inżynieria systemów oparta na modelach (ISOM) (ang. Model-Based Systems Engineering – MBSE) – podejście do inżynierii systemów, które koncentruje się na tworzeniu i wykorzystywaniu modeli dziedzinowych jako podstawowego środka przetwarzania informacji, w odróżnieniu od wymiany informacji opartej na dokumentach. Jest powszechnie stosowana w branżach takich jak lotnictwo, obronność, technologie kosmiczne, kolej, motoryzacja, przemysł itp.

## Definicja
Podejście ISOM zaczęto promować w styczniu 2007 roku po publikacji „Inicjatywy ISOM” przez INCOSE. Cele stojące za stworzeniem tego podejścia obejmowały zwiększenie produktywności poprzez zminimalizowanie niepotrzebnego ręcznego przepisywania pojęć podczas koordynowania pracy dużych zespołów projektowych, z metodologią skupiającą się na rozproszonym, ale zintegrowanym zarządzaniu modelem.. Podejście ISOM jest opisane w „Wizji Inżynierii Systemów 2020” (ang. Systems Engineering Vision 2020) INCOSE.
Według definicji prezentowanej przez INOCSE inżynieria systemów oparta na modelach jest:
sformalizowanym zastosowaniem modelowania w celu wsparcia wymagań systemowych, projektowania, analizy, weryfikacji i walidacji, rozpoczynających się w fazie projektowania koncepcyjnego i kontynuowanych w fazie rozwoju i późniejszych fazach cyklu życia.

## Języki modelowania
- Zunifikowany Język Modelowania (ang. Unified Modeling Language – UML)[2][3] – język modelowania rozwijany przez Object Management Group.

- Język Modelowania Systemów (ang. Systems Modeling Language – SysML)[4][5][6][7] – język modelowania stworzony na bazie UML, dedykowany do modelowania systemów. Stworzony z inicjatywy INCOSE we wrześniu 2007 roku[8] we współpracy z Object Management Group. Obecnie rozwijana jest wersja 2.0, która ma wprowadzać znaczne zmiany w możliwościach języka[9]. Pełnej specyfikacji języka, umożliwiającej implementację w narzędziach do modelowania można się spodziewać pod koniec 2022 roku[10].

- Język Definiowania Systemu (ang. System Definition Language – SDL)[11] – autorski język modelowania stworzony przez Vitech Corporation[12] na potrzeby narzędzia CORE[13], obecnie rozwijany na potrzeby narzędzia GENESYS[14].

## Metodyki
- Obiektowo Zorientowana Metoda Inżynierii Systemów INCOSE (Object-Oriented Systems Engineering Method (OOSEM))[15][16][17][18]
- IBM Rational Telologic Harmony – SE[19]
- STRATA Methodology by Vitech Corp[20][21]
- Zintegrowane podejście do analizowania i projektowania architektury ARCADIA (Architecture Analysis & Design Integrated Approach)[22][23][24]
- JPL State Analysis[25][26][27]

## Narzędzia do modelowania
- GENESYS[28][29][30] – Vitech Corporation
- Capella[31][22] – Eclipse
- Enterprise Architect – Sparx[32][33]
- MagicDraw – No Magic (Dassault Systems)[34][35][36]
- Cameo Modeler – No Magic (Dassault Systems)[37][38]
- Visual Paradigm[39]